# Janina Rudnicka
Janina Rudnicka (ur. 1955 w Starogardzie Gdańskim) – polska rzeźbiarka, profesor Akademii Sztuk Pięknych w Gdańsku.

## Życiorys
Studiowała na Wydziale Malarstwa, Grafiki i Rzeźby PWWSP (obecnie ASP) w Gdańsku. Dyplom w 1981 w pracowni prof. Franciszka Duszeńki. Profesor ASP w Gdańsku, kierownik Pracowni Rysunku na Wydziale Rzeźby i Intermediów. Zasiada w Radzie Akademii Sztuk Pięknych w Gdańsku.
Brała udział w wielu wystawach indywidualnych oraz zbiorowych w kraju i za granicą, m.in. w Danii, Niemczech, Francji, Austrii, Włoszech, Izraelu i Japonii. Wielokrotnie wyróżniana i nagradzana w konkursach rzeźbiarskich. 

## Nagrody i wyróżnienia
- I nagroda w Międzynarodowym Sympozjum Rzeźby w drewnie w Trricciola we Włoszech (1999)
- I miejsce w Międzynarodowym Biennale Rzeźby w drewnie w Condrieu we Francji
- Nagroda Prezydenta Miasta Gdańska w Dziedzinie Kultury za całokształt pracy twórczej (2019)[2]
- Odznaka honorowa „Zasłużony dla Kultury Polskiej” (2019)[3]